# Phyllonorycter watanabei
Phyllonorycter watanabei là một loài bướm đêm thuộc họ Gracillariidae. Nó được tìm thấy ở Nhật Bản (Hokkaido, Sikoku, Honshu và Kyusyu) và vùng Viễn Đông Nga.
Sải cánh dài 5.5–6 mm.
Ấu trùng ăn Pourthiaea villosa và Pyrus ussuriensis. Chúng ăn lá nơi chúng làm tổ. The mine is ptychonomous và located on the space between two veins of the lower surface of the leaf.